# Nazmi Avluca
Nazmi Avluca, född den 14 november 1976 i Kargı, Turkiet, är en turkisk brottare som tog OS-brons i mellanviktsbrottning i den grekisk-romerska klassen 2008 i Peking. Han är idag aktiv i klubben Emlakspor i Istanbul.

## Meriter

### Olympiska meriter

#### Olympiska sommarspelen 2008
- Huvudartikel: Brottning vid olympiska sommarspelen 2008

| Tävlande     | Gren                        | Kvalifikation        | 1/8 Final                | Kvartsfinal                | Semifinal              | Final                                    | Placering |
| Tävlande     | Gren                        | Motståndare Resultat | Motståndare Resultat     | Motståndare Resultat       | Motståndare Resultat   | Motståndare Resultat                     | Placering |
| ------------ | --------------------------- | -------------------- | ------------------------ | -------------------------- | ---------------------- | ---------------------------------------- | --------- |
| Nazmi Avluca | Grekisk-romersk, mellanvikt | Bye                  | Khasaia (GEO) W 4–0, 1–1 | Tahmasebi (IRI) W 2–2, 2–0 | Fodor (HUN) L 1–2, 1–1 | 3rd place match Ma (CHN) W 0–4, 5–0, 6–0 |           |

#### Olympiska sommarspelen 2012
- Huvudartikel: Brottning vid olympiska sommarspelen 2012

| Brottare     | Gren   | Kvalomgång             | Åttondelsfinal       | Kvartsfinal          | Semifinal            | Återkval 1           | Återkval 2           | Final / brons        | Final / brons |
| Brottare     | Gren   | Motståndare Resultat   | Motståndare Resultat | Motståndare Resultat | Motståndare Resultat | Motståndare Resultat | Motståndare Resultat | Motståndare Resultat | Placering     |
| ------------ | ------ | ---------------------- | -------------------- | -------------------- | -------------------- | -------------------- | -------------------- | -------------------- | ------------- |
| Nazmi Avluca | -84 kg | Janikowski (POL) L 0–3 | Gick inte vidare     | Gick inte vidare     | Gick inte vidare     | Gick inte vidare     | Gick inte vidare     | Gick inte vidare     | 15            |